# トリヒドロキシ安息香酸
トリヒドロキシ安息香酸（トリヒドロキシあんそくこうさん、trihydroxybenzoic acid）には、以下の位置異性体が存在する。
- 没食子酸（3,4,5-トリヒドロキシ安息香酸）
- フロログルシノールカルボン酸（2,4,6-トリヒドロキシ安息香酸）

O-メチル化された化合物には、以下のものがある。
- オイデスミン酸（3,4,5-トリメトキシ安息香酸）
- シリング酸（4-ヒドロキシ-3,5-ジメトキシ安息香酸）

糖が付加した化合物には、以下のものがある。
- テオガリン